# Era bizantyńska

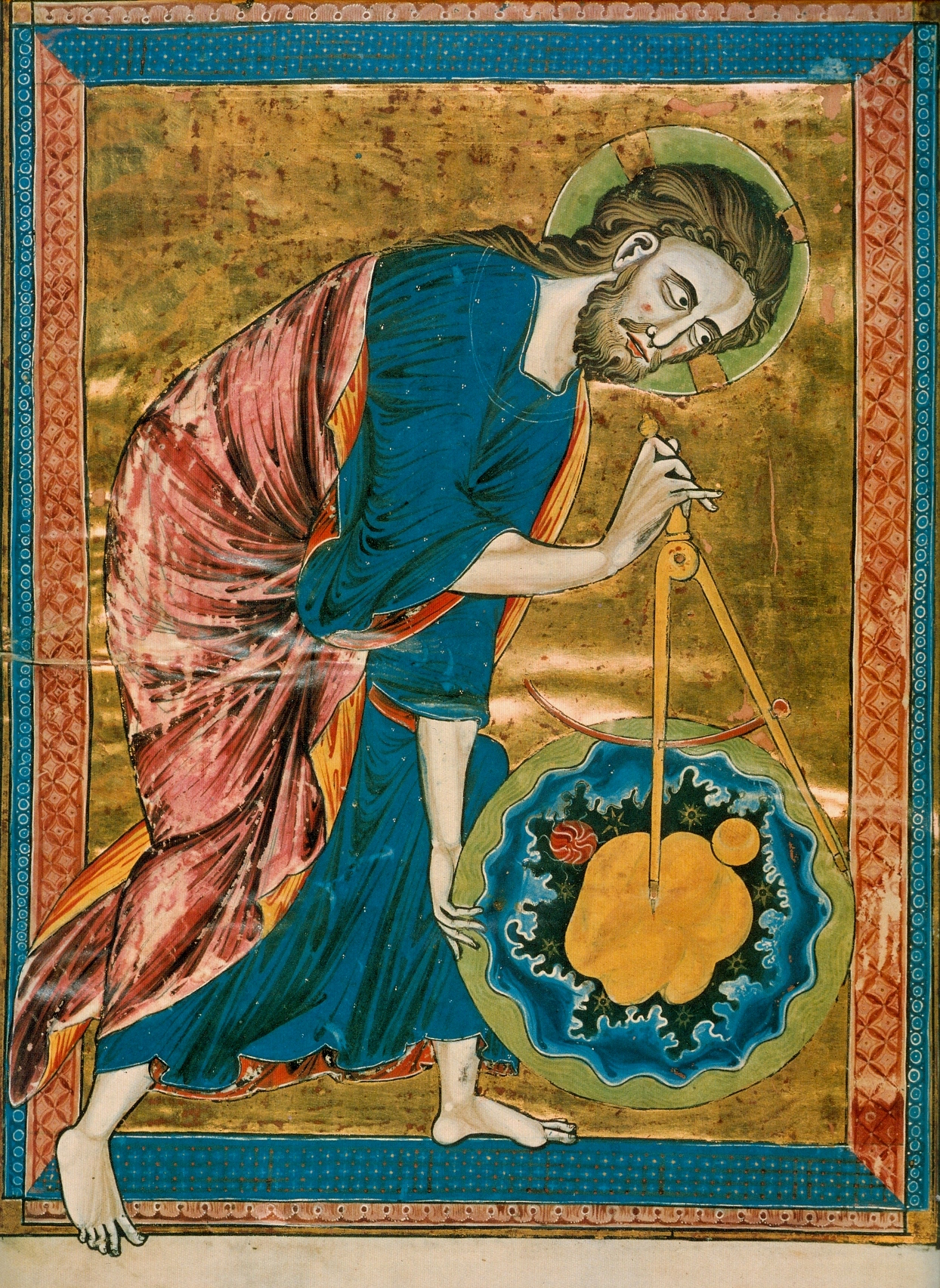
Stworzenie świata. Ilustracja z XIII-wiecznego rękopisu.

Era bizantyńska zwana także erą konstantynopolitańską – system liczenia lat przyjęty w Cesarstwie Bizantyńskim od około VII-VIII wieku i obowiązujący tam do podboju tureckiego w 1453 roku. Był używany również w innych krajach kulturowo związanych z Bizancjum. Początkiem ery był 1 września 5509 roku przed Chr.
W początkach istnienia Cesarstwa Bizantyńskiego w całym państwie funkcjonowało kilkanaście systemów rachuby lat: żywa była jeszcze datacja według olimpiad, dokumenty datowano według konsulów, panowania władców i indykcji, w Egipcie liczono czas według ery Nabonassara (748 rok przed Chr.), rzymskiej Augusta (29 sierpnia 30 przed Chr.) lub Męczenników (29 sierpnia 284 po Chr.), w Syrii i wśród Żydów według ery Seleucydów (1 października 312 rok przed Chr.), w Bosrze według ery pontyjskiej (106 przed Chr.), w Antiochii według ery zaczynającej się w 49 roku przed Chr. w Gazie - w 61 przed Chr., itd. Celowym stało się odwołanie do wydarzenia wspólnego dla całej ówczesnej cywilizacji śródziemnomorskiej, jakim było opisane w Biblii stworzenie świata. Próby określenia daty stworzenia świata w oparciu o Biblię podejmowali już wcześniej zhellenizowani Żydzi, którzy starali się udowodnić, że ich rodowód jest bardziej starożytny od greckiego i rzymskiego. W I wieku po Chr. Józef Flawiusz w Contra Apionem dowodził, że żydowskie źródła historyczne obejmują okres około 5000 lat. Pod koniec II wieku Teofil z Antiochii posługując się Septuagintą wyliczył, że świat został stworzony około roku 5515. Około 221 roku Sekstus Juliusz Afrykański z Aleksandrii posługując się danymi biblijnymi i dostępną ówcześnie wiedzą astronomiczną ustalił datę stworzenia świata na 5503 rok (era Sekstusa Juliusza Afrykańskiego), przy czym początek roku wyznaczył na 25 marca, ówczesną datę wiosennego zrównania dnia z nocą. Na początku V wieku dwaj mnisi aleksandryjscy Panodoros i Anonnios, stosując różne metody obliczeń, ustalili datę stworzenia świata na 5493/92 rok przed Chr (era aleksandryjska). Panodoros doszedł do swojego wyniku na podstawie analizy kroniki władców egipskich, za początek roku uznając egipską datę Nowego Roku: 29 sierpnia. Anonnios posługując się udoskonaloną metodą Sekstusa Juliusza Afrykańskiego doszedł do takiego samego jak Panodoros wyniku, za początek roku uznając datę wiosennego przesilenia słonecznego, które w tym czasie ustalono na 21 marca.
Datę ery bizantyńskiej po raz pierwszy ustalił na 21 marca 5507 roku w swoim dziele anonimowy autor Kroniki Paschalnej w latach 30. VII stulecia. Przesuwając datę stworzenia świata kierował się zamiarem uzgodnienia jej z rytmem indykcji, 15-letnich cykli podatkowych, służących w Bizancjum od 312 roku do oznaczania czasu. Pomiędzy ustaloną przez autora Kroniki Wielkanocnej datą stworzenia świata a datą pierwszej indykcji mieści się 588 cykli indykcji. Z czasem datę marcową wyparła bardziej popularna data 29 sierpnia, którą dla wygody korzystania z kalendarza, przesunięto o trzy dni, na 1 września. Pociągnęło to za sobą zmianę roku na 5508. Ostatecznie jako data początku ery bizantyńskiej utrwalił się 1 września 5509 roku. Po raz pierwszy posłużono się na dokumencie synodu z 691 roku (datowanym na 6199 rok od stworzenia świata). System ten upowszechnił się w ciągu VIII stulecia, wypierając konkurencyjną erę aleksandryjską i przetrwał do upadku Cesarstwa Bizantyńskiego w 1453 roku. Pod panowaniem tureckim zastosowanie ery bizantyńskiej ograniczono do życia religijnego, w życiu codziennym ustąpiła ona miejsce kalendarzowi tureckiemu i erze mahometańskiej. Do końca XVII wieku era bizantyńska była oficjalnym systemem oznaczania czasu w Rosji. Ukazem z 19 grudnia 7208 roku car Piotr I wprowadził w całym państwie nową rachubę lat "od narodzenia Chrystusa". Miała ona obowiązywać od 1 stycznia 7208 roku, czyli według nowego porządku od 1 stycznia 1700 roku. W związku z tym w odstępie czterech miesięcy dwukrotnie obchodzono w Rosji święto Nowego Roku: 1 września i 1 stycznia. W ukazie ogłoszono, że z 1 stycznia 1700 roku rozpocznie się nie tylko nowy rok, ale i nowe stulecie. Obchodzono więc ten dzień niezwykle uroczyście. Car osobiście zapalił pierwszą rakietę. W rzeczywistości nowe stulecie rozpoczęło się o rok później, 1 stycznia 1701 roku.